# Richard Bell (Künstler)
Richard Bell (* 1953 in Charleville in Queensland, Australien) ist ein Künstler. Geboren wurde er als ein Aborigine vom Stamm der Kamilaroi. Bell gilt als engagierter politischer Künstler und Aktivist für die Rechte der Aborigines, der sich in den letzten Jahren mit seinen Kunstwerken in diese Richtung profiliert hat und damit überaus bekannt geworden ist.
Bell ist ein Künstler, der sich selbst als propagandist bezeichnet, während andere ihn als Enfant terrible, bad boy of Aboriginal art, angry Aboriginal artist bezeichnen.

## Leben
Geboren wurde Richard Bell 1953 in Charleville in Queensland. Richard war der älteste Sohn einer Aborigines-Familie mit zwei Söhnen. Sein Vater war ein Zuckerrohrschneider und Viehtreiber, deshalb war er kaum zuhause und die Familie musste häufig umziehen. Als Richard 17 und sein Bruder Marshall 14 Jahre alt waren, starb ihre Mutter. Bevor die beiden Kinder in einem staatlichen Heim untergebracht wurden, nahm sie eine Kusine auf. Richard Bell verließ die High School im zwölften Jahr und begann eine Ausbildung zum Werkzeugmacher in Dalby. Dort blieb er zwei Jahre lang und ging ab 1974 zur Früchteernte nach Tasmanien und Victoria, bis er sich in Redfern niederließ, einem Stadtteil von Sydney.
Über den Rugby-Sportverein All Blacks in Redfern fand er eine Anstellung und kam hierüber in Kontakt zu politischen Bewegungen. Nach einem Aufenthalt von zehn Jahren in Sydney ging er zurück nach Toowoomba und arbeitete als Büroleiter für den Aboriginal Legal Service. Nach dieser Zeit lebte er mit seiner Partnerin Liz Duncan in Moree, nachfolgend bekamen sie zwei Kinder. Richard Bell hatte bereits drei Kinder Adrian, Richard und Deborah. Bell arbeitete in der Pius 10th Aboriginal Corporation, eine Organisation mit einer Vorschule, Zahnklinik und einem Erwachsenen-Bildungszentrum.
Richard Bell zog danach mit seiner Familie nach Brisbane, wo er Gegenstände wie Bumerangs für den Touristenmarkt herstellte. Seine und die Arbeit anderer Künstler boten sie von ihrem gemeinsamen Geschäft 'Wiumulli’ in der Zeit von 1987 bis 1990 zum Kauf an. Im Touristikgewerbe blieb Bell bis 1994. Neben Bumerangs gestaltete und stellte Bell auch Postkarten her, die er erfolgreich in Queensland und New South Wales vertrieb. Obwohl er ein tourist artist war, beteiligte er sich an Kunstausstellungen und 1989 schufen Mark Garlett und er das Kunstwerk Rock (art) of Ages, das die Queensland Art Gallery in ihrer Ausstellung Balance 1990 zeigte, sein erster Erfolg als Künstler.

## Werk
Bell setzt sich nach seinen eigenen Ausführungen für die Emanzipation und Selbstbestimmung der Aborigines ein und begreift sein Tätigkeitsfeld als ein komplexes künstlerisches und politisches Thema in der westlichen, kolonialen und indigenen Kunstproduktion.
Richard Bell arbeitet mit Video, Malerei, Installation und Text. Dabei greift er mit provokanten, komplexen und humorvollen Herausforderungen vorgefasste Vorstellungen über die Kunst der Aborigines auf und stimuliert dabei gegenwärtige Debatten über Identität, Ort und Politik. Er setzte sich sein ganzes Leben für soziale Gerechtigkeit der Aborigines, ihre Landrechte und ihre Souveränität ein, die er oft mit einer kraftvollen Kritik an der Rechtmäßigkeit der europäischen Invasion Australiens verband.
Bells Arbeiten sind nicht nur eine Reaktion auf Diskriminierung und Rassismus, sondern auch eine Kritik am Einsatz der Aborigine-Bildersprache in Werbekampagnen und im Tourismusmarketing. Deshalb übernimmt er Stile und Formen der westlichen Moderne, ihren Ausdruck und ihre Ikonografie.
Bekannt wurde Richard Bell, als er den Telstra National Aboriginal and Torres Strait Islander Art Award im Jahr 2003 gewann. Sein Werk auf Leinwand enthielt die Phrase „Aboriginal Art – It's a White Thing“ („Aborigines-Kunst – Es ist ein Ding der Weißen“). Als er den Preis entgegennahm, trug er ein T-Shirt mit dem Aufdruck „White girls can't hump“ („Weiße Mädchen können nicht bumsen“).
In Bells Gemälden nimmt er die Pop Art von Roy Lichtenstein und Jasper Johns oder die Tropfgemälde von Jackson Pollock auf. In seinen Bildern oder auf T-Shirts bindet er Texte ein, die die Art und Weise, wie über Rassismus und Rassenpolitik gesprochen oder gedacht wird, einbeziehen und infrage stellen. Er klagt die gegenwärtige Kunstwelt an, dass sie die Aboriginal Art manipuliert und ausbeutet.
Auf der documenta fifteen 2022 präsentiert er sein Werk Tent Embassy (Zelt-Botschaft) aus dem Jahr 2013 mitten auf dem Friedrichsplatz und nimmt dabei Bezug auf eine politische Protestaktion der Aborigines, die seit 1972 ihren Anspruch auf ihr angestammtes Land Australien mit einer aus Zelten bestehenden Botschaft auf dem Gelände des Old Parliament House in  Canberra Jahrzehnten dokumentieren (siehe Zelt-Botschaft). Bell lebt und arbeitet in Brisbane.

## Ausstellungen
Vertreten ist Richard Bell in vielen großen nationalen und staatlichen Sammlungen Australiens.
- 2021 Einzelausstellung im Museum of Contemporary Art Australia, Sydney
- 2019 Biennale di Venezia: Embassy
- 2019 Padiglione d’Arte Contemporanea, Mailand: Embassy
- 2018 Gertrude Contemporary, Melbourne: Embassy
- 2017 Art Gallery of New South Wales, Sydney: Embassy
- 2016 Stedelijk Museum, Amsterdam: Embassy
- 2016 Einladung zur 20. Biennale of Sydney
- 2016 Jerusalem Show VIII
- 2015 Performa 15, New York
- 2015 Jakarta Biennale
- 2015 8. Asia Pacific Triennial of Contemporary Art, Brisbane